# Gustaf Wingren
Gustaf Wingren (født 29. november 1910 i Tryserum, Östergötland, død 1. november 2000) var en svensk teolog og professor i systematisk teologi ved Lunds universitet 1951–1977.
Wingren underviste i en periode i 1954 på Aarhus Universitet og ved introduktionen sagde professor Regin Prenter at den svenske forsker især var kendt for sine studier af kirkefaderen Irenæus og reformatoren Luther. 

Videre om Wingrens forhold til Danmark:

"... Og han evnede at gøre studenten til samtalepartner. Der skete noget i løbet af dette semester i Århus. Fra da af var Gustav Wingren en "dansk" teolog, læst og drøftet her i landet. Men også for Gustav Wingren blev det et vendepunkt. Danske teologer og den kirkelige tradition, der var inspireret af Grundtvig blev en del af hans verden ..." (Kilde: Palle Dinesen i forord til Wingren 2004)